# Gênero cinematográfico

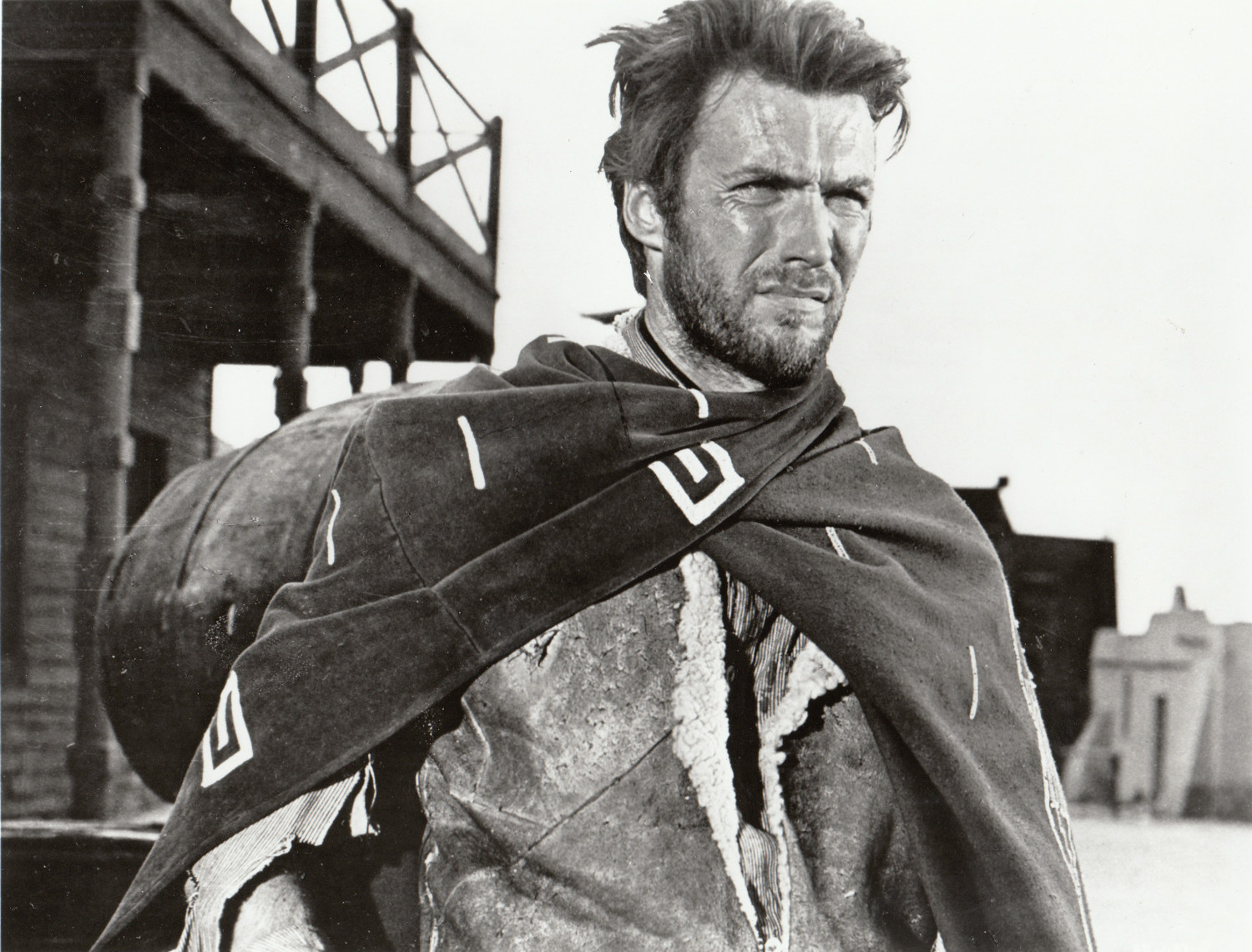
Filmes de faroeste são aqueles "ambientados no oeste estadunidense que incorporam o espírito, a luta e o fim da nova fronteira." Imagem: Clint Eastwood no faroeste espaguete Por um Punhado de Dólares (1964).

Um gênero cinematográfico é uma categoria estilística ou temática para filmes baseados em semelhanças nos elementos narrativos, na abordagem estética ou na resposta emocional ao filme, servindo como instrumento útil para a análise do cinema mundial.
Baseando-se fortemente nas teorias da crítica de gêneros literários, os gêneros cinematográficos são geralmente delineados por "convenções, iconografia, cenários, narrativas, personagens e atores". Pode-se também classificar os filmes pelo tom, tema/tópico, humor, formato, público-alvo ou orçamento.
O gênero de um filme influenciará o uso de estilos e técnicas de filmagem, como o uso de flashbacks e iluminação chiaroscura nos filmes noir; enquadramento fechado em filmes de terror; ou fontes que lembram troncos nos títulos de filmes de faroeste. Além disso, os gêneros são associados à convenções de trilha sonora, como exuberantes orquestras de cordas para melodramas românticos ou música eletrônica para filmes de ficção científica. O gênero também afeta como os filmes são transmitidos na televisão, anunciados e organizados nas locadoras.
O crítico britânico Alan Williams distingue três categorias principais de gênero: filme narrativo, filme experimental e filme documentário.
Com a proliferação de gêneros particulares, subgêneros também podem surgir: o drama jurídico, por exemplo, é um subgênero de drama que inclui filmes focados em tribunais e julgamentos. Os subgêneros geralmente são uma mistura de dois gêneros separados; gêneros também podem se fundir com outros aparentemente não relacionados para formar gêneros híbridos, onde as combinações populares incluem a comédia romântica e a comédia de ação. Exemplos mais amplos incluem a docuficção e o docudrama, que mesclam as categorias básicas de ficção (filme narrativo) e não ficção (filme documentário).
Os gêneros não são fixos; eles mudam e evoluem com o tempo, e alguns gêneros podem desaparecer em grande parte (como por exemplo, o melodrama). Um gênero não se refere apenas a um tipo de filme ou sua categoria, mas também desempenha um papel fundamental nas expectativas do público sobre um filme, bem como nos discursos institucionais que criam estruturas genéricas.

## Visão geral

### Características
As características de gêneros particulares são mais evidentes em filmes de gênero, que são "longas-metragens comerciais [que], por meio de repetição e variação, contam histórias familiares com personagens e situações familiares" em um determinado gênero.
Baseando-se fortemente nas teorias da crítica de gêneros literários, os gêneros cinematográficos são geralmente delineados por "convenções, iconografia, cenários, narrativas, personagens e atores", tudo isso podendo variar de acordo com o gênero. Em termos de arquétipos de personagens, os dos filmes noir, por exemplo, incluem a fêmea fatal e o detetive corrupto; enquanto nos de faroeste, os personagens comuns incluem a professora e o pistoleiro. Quanto aos atores, alguns podem adquirir uma reputação ligada a um único gênero, como John Wayne (o faroeste) ou Fred Astaire (o musical). Alguns gêneros foram caracterizados ou conhecidos por usar formatos específicos, que se referem à forma como os filmes são filmados (por exemplo, 35 mm, 16 mm ou 8 mm) ou à forma de apresentação (por exemplo, formato anamórfico).
Os gêneros também podem ser classificados por características mais inerentes (geralmente implícitas em seus nomes), como cenários, tema/tópico, humor, público-alvo ou orçamento/tipo de produção.
- O cenário é o ambiente — incluindo tempo e localização geográfica — no qual a história e a ação ocorrem (por exemplo, nos dias atuais ou num período histórico; Terra ou espaço sideral; urbano ou rural, etc.). Os gêneros que estão particularmente preocupados com esse elemento incluem o drama histórico, o filme de guerra, o faroeste e a ópera espacial, cujos nomes denotam cenários particulares.[16]
- O tema ou tópico refere-se às questões ou conceitos em torno dos quais o filme gira; por exemplo, o filme de ficção científica, o filme de esportes e o filme policial.
- O humor é o tom emocional do filme, como está implícito nos nomes do filme de comédia, filme de terror ou filme de suspense.
- Gêneros informados por públicos-alvo específicos incluem filme infantil, filme adolescente e "chick flick".
- Os gêneros caracterizados pelo tipo de produção incluem o blockbuster, o filme independente e o filme de baixo orçamento, como o filme B (comercial) ou o filme amador (não comercial).

Os roteiristas, em particular, costumam organizar suas histórias por gênero, concentrando sua atenção em três aspectos específicos: atmosfera, personagem e história. A atmosfera de um filme inclui figurinos, adereços, locações e as experiências profundas criadas para o público. Aspectos dos personagens incluem arquétipos, personagens modelo e os objetivos e motivações dos personagens centrais. Algumas considerações de história para roteiristas, conforme se relacionam ao gênero, incluem tema, cenas necessárias e como o ritmo da perspectiva dos personagens muda de cena para cena.

## Exemplos de gêneros e subgêneros
| Gênero            | Descrição | Subgênero(s) | Exemplos |
| ----------------- | --- | --- | --- |
| Ação              | Associado a tipos particulares de espetáculo (por exemplo, explosões, perseguições, combate). | - Filme de catástrofe - Filme de matança heróica: definido por sequências de ação estilizadas e temas como dever, fraternidade, honra, redenção. - Filme de artes marciais: enfocando a emoção e os valores das artes marciais - Filme de espionagem: centrado na emoção e entretenimento da espionagem, em vez dos aspectos políticos ou psicológicos - Filme de superaventura - Filme de guerra | - Mad Max (1979) - Raiders of the Lost Ark (1981) - Commando (1985) - Ging chaat goo si (1985) - Die Hard (1988) - A Outra Face (1997) - O Cavaleiro das Trevas (2008) - Os Vingadores (2012)                             |
| Aventura          | Implica uma narrativa que é definida por uma jornada (muitas vezes incluindo alguma forma de busca) e geralmente localizada em um cenário exótico ou fantástico. Normalmente, embora nem sempre, essas histórias incluem a narrativa de uma missão. A ênfase predominante na violência e na luta em filmes de ação é a diferença típica entre os dois gêneros. | - Filme de pirata - Filme de espadachim - Filme de samurai - Filme peplum | - The African Queen (1951) - A Família Robinson (1960) - Romancing the Stone (1984) - Pirates of the Caribbean: The Curse of the Black Pearl (2003) - Jungle Cruise (2021)                                                |
| Animação          | Um meio de produção cinematográfica em que as imagens do filme são criadas principalmente por computador ou à mão e os personagens são dublados por atores. A animação pode incorporar qualquer gênero e subgênero. | - Animação digital - Animação de recortes - Animação live-action - Stop motion - Claymation - Animação tradicional | - Branca de Neve e os Sete Anões (1937) - Toy Story (1995) - Perfect Blue (1997) - A Viagem de Chihiro (2001) |
| Comédia           | Definido por eventos que visam principalmente fazer o público rir. | - Comédia de ação - Filme de humor negro - Mocumentário - Filme de paródia - Comédia romântica - Comédia maluca - Pastelão | - Tempos Modernos (1936) - Quanto Mais Quente Melhor (1959) - Os Trapalhões na Guerra dos Planetas (1978) - Airplane! (1980) - The Hangover (2009)                                                                        |
| Drama             | Focado nas emoções e definido pelo conflito, muitas vezes olhando para a realidade ao invés do sensacionalismo. | - Docudrama - Drama familiar - Drama jurídico - Drama médico - Melodrama - Drama político - Drama psicológico - Drama adolescente | - As Vinhas da Ira (1940) - Citizen Kane (1941) - O Pagador de Promessas (1962) - Eles Não Usam Black-tie (1981) - The Shawshank Redemption (1994) - Central do Brasil (1998)                                             |
| Fantasia          | Filmes definidos por situações que transcendem as leis naturais e/ou por cenários dentro de um universo ficcional, com narrativas muitas vezes inspiradas ou envolvendo mitos humanos. | - Alta fantasia - Baixa fantasia - Fantasia sombria - Realismo mágico | - The Wizard of Oz (1939) - Willy Wonka & the Chocolate Factory (1971) - Labyrinth (1986) - Harry Potter e a Pedra Filosofal (2001) - The Lord of the Rings: The Fellowship of the Ring (2001)                            |
| Filme histórico   | Filmes que fornecem representações mais ou menos precisas de relatos históricos ou retratam narrativas ficcionais inseridas em uma representação precisa de um cenário histórico. | - Cinebiografia - Filme de época - História alternativa | - Cleópatra (1963) - S. Bernardo (1972) - Os Inconfidentes (1972) - A Lista de Schindler (1993) - Gladiador (2000) - Casa de Areia (2005)                                                                                 |
| Terror            | Filmes que buscam provocar medo ou repulsa no público para fins de entretenimento. | - Terror found footage - Terror psicológico - Terror sobrenatural - Filme de monstro - Filme de vampiro - Filme de lobisomem - Slasher - Gore - Filme de zumbi | - Nosferatu (1922) - Frankenstein (1931) - Psycho (1960) - À Meia-Noite Levarei Sua Alma (1964) - A Noite dos Mortos-Vivos (1968) - O Exorcista (1973) - Halloween (1978) - A Nightmare on Elm Street (1984) - Saw (2004) |
| Musical           | Gênero em que as canções interpretadas pelos personagens se entrelaçam na narrativa, às vezes acompanhadas de danças. As canções geralmente avançam o enredo ou desenvolvem os personagens do filme ou podem servir apenas como quebras no enredo, muitas vezes como elaborados "números de produção".                                                         | - Musical jukebox | - Ritmo Louco (1936) - Singin' in the Rain (1952) - West Side Story (1961) - Cabaret (1972) - The Rocky Horror Picture Show (1975) - A Pequena Sereia (1989) - Moulin Rouge! (2001)                                       |
| Filme noir        | Um gênero de dramas policiais estilosos, particularmente popular durante as décadas de 1940 e 1950. Eles costumavam refletir a sociedade e a cultura estadunidense da época. | - Neo-noir - Tech-noir | - Relíquia Macabra (1941) - Double Indemnity (1944) - Chinatown (1974) - Who Framed Roger Rabbit (1988) |
| Romance           | Caracterizado por uma ênfase na paixão, na emoção e no envolvimento afetuoso e romântico dos personagens principais, sendo o amor romântico ou a busca por ele o foco principal. | - Romance de época - Romance paranormal - Comédia romântica | - Gone with the Wind (1939) - Casablanca (1942) - Roman Holiday (1953) - When Harry Met Sally... (1989) - Ghost (1990) - Titanic (1997)                                                                                   |
| Ficção científica | Os filmes são definidos por uma combinação de especulação imaginativa e uma premissa científica ou tecnológica, fazendo uso das mudanças e da trajetória da tecnologia e da ciência. | - Filme distópico - Filme pós-apocalíptico - Steampunk - Cyberpunk - Tech-noir - Filme utópico - Ópera espacial | - 2001: A Space Odyssey (1968) - Star Wars (1977) - E.T. O Extraterrestre (1982) - Back to the Future (1985) - Gravidade (2013)                                                                                           |
| Suspense          | Filmes que evocam ansiedade, tensão e suspense no público. O elemento de suspense presente nas tramas da maioria dos filmes é particularmente explorado pelo cineasta desse gênero. A tensão é criada atrasando o que o público vê como inevitável e é construída por meio de situações ameaçadoras ou onde a fuga parece impossível.                          | - Filme de invasão domiciliar - Giallo - Suspense erótico - Suspense político - Suspense psicológico - Filme de mistério | - M - Eine Stadt sucht einen Mörder (1931) - Blow Out (1981) - Misery (1990) - Lola rennt (1998) - Fight Club (1999) - Gone Girl (2014)                                                                                   |
| Faroeste          | Um gênero em que os filmes são ambientados no oeste estadunidense durante o século XIX, ou em sertões parecidos com essa locação. | - Faroeste ácido - Faroeste épico - Faroeste revisionista - Faroeste espaguete | - Stagecoach (1939) - The Searchers (1956) - Deus e o Diabo na Terra do Sol (1962) - The Good, the Bad and the Ugly (1966) - True Grit (1969) - Django Unchained (2012)                                                   |

## Análise
Para Graeme Turner o gênero dos filmes segue, assim, um sistema de códigos, convenções e estilos visuais que permitem ao espectador identificar, de forma rápida e com certa complexidade, qual o tipo de enredo a que está assistindo; a função desta divisão é, segundo ele, tornar os filmes mais compreensíveis e familiares ao público, avisando-o previamente o que deve esperar da narrativa, embora ao longo do mesmo possam ser percebidas nuances que qualifiquem a obra como também integrante de outros gêneros ou subgêneros.
O gênero, desta forma, inclui cenas que são esperadas da obra que nele se enquadra (por exemplo: uma corrida de carros, um tiroteio); isto pode ter efeitos negativos, como tornar a obra previsível demais; da mesma forma a falta de inserção num gênero específico pode fazer o filme incompreensível ao público e levá-la ao fracasso de bilheteria (como por exemplo a obra de Francis Ford Coppola, One from the Heart, que além de misturar vários gêneros, ainda mescla ficção e realidade); surge, assim, quase que como um determinismo inerente aos meios de comunicação de massa, ainda segundo Turner.
Os gêneros também sofrem mudanças segundo o tempo; eles evoluem de uma forma clássica, vindo a assumir condição de paródia e contestação do gênero - do qual o gênero faroeste é exemplar. Turner avalia que o gênero é determinado pela confluência de três elementos: a pressão da indústria cinematográfica, a expectativa do público e, finalmente, o texto que lhe dá suporte.

## Principais gêneros
Os gêneros mais sólidos e coerentes são aqueles que trazem relatos, personagens e cenários codificados de modo claramente identificáveis, segundo Vincent Pinel, e são: western (filme de faroeste), comédia musical, péplum (termo que designa os filmes ambientados na antiguidade clássica, feito com baixo orçamento ou pouca qualidade), fantasia, criminal (policial), histórico, aventura, espionagem, ficção científica, de guerra e, finalmente, de ação.